# Epinephelus malabaricus
Epinephelus malabaricus (Bloch e Schneider, 1804, conosciuta come cernia del Malabar e commercialmente come cernia indopacifica, è un pesce osseo marino appartenente alla famiglia Serranidae.

## Descrizione
L'aspetto generale di questo animale non si discosta significativamente da quello delle altre cernie del genere Epinephelus come la cernia bruna del Mediterraneo. La determinazione della specie si basa dunque sulla livrea che ha colore di fondo da grigiastro a verde oliva cosparso di punti bianchi e neri. Questi punti si possono talvolta unire a formare macchie irregolari. Nell'affine Epinephelus coioides, anch'esso immigrato nel Mediterraneo, la macchie sul corpo sono rossastre o arancio.
Si tratta di una cernia di grandi dimensioni: la lunghezza massima nota è di 234 cm, la taglia media è sul metro. Il peso massimo noto è di 150 kg.

## Distribuzione e habitat
Endemica dell'Indo-Pacifico tropicale a est fino al Giappone meridionale, le Figi e il nord dell'Australia. È presente nel mar Rosso da cui è penetrato nel mar Mediterraneo attraverso la migrazione lessepsiana. Nel Mediterraneo è stata segnalata solo tre volte: due in Israele e una a Malta. Si tratta di una specie non strettamente legata a un determinato habitat e si può trovare in una varietà di ambienti costieri (fino a una profondità di 150 metri). Ambienti di vita comuni sono le barriere coralline e i fondi duri in genere, i fondi sabbiosi o fangosi, i mangrovieti, le pozze di marea, eccetera. Penetra anche negli estuari. I giovanili sono più costieri degli adulti e penetrano spesso in acqua salmastra.

## Biologia
Comportamento
Solitario.

### Alimentazione
Predatore, caccia in prevalenza pesci, crostacei e cefalopodi.

### Riproduzione
Si pensa che sia una specie ermafrodita proterogina. Le uova e le fasi giovanili sono pelagiche.

## Pesca
Si tratta di una specie di grande importanza per la pesca commerciale ed estesamente allevata in estremo Oriente. Le statistiche sulle catture sono pesantemente viziate dalla confusione che per anni è stata fatta tra E. malabaricus, E. coioides ed E. tauvina. È oggetto anche di pesca sportiva.

## Conservazione
Questa specie ha un ciclo biologico lungo e raggiunge la maturità sessuale a diversi anni di età, è dunque molto sensibile alla sovrapesca. Ciò nonostante è oggetto di pesca intensiva in tutto l'areale, sia allo stadio adulto che allo stadio giovanile (per rifornire gli impianti di piscicoltura). Si ritiene probabile che gli stock siano eccessivamente sfruttati in molte aree e inoltre la specie risente della degradazione dei mangrovieti. Le popolazioni sono in generale decremento. La confusione tassonomica del genere Epinephelus e la scarsità di dati da molte parti dell'areale fanno sì che sia difficile ricostruire i prelievi e lo stato delle popolazioni ma si stima che queste ultime si siano ridotte almeno del 30% negli ultimi 10 anni. Comunque l'areale della specie è molto esteso e risulta comune in molte aree poco sfruttate dalla pesca. Per questi motivi la IUCN classifica E. malabaricus come prossimo alla minaccia.